# Cabana de Ca l'Herbolari
La Cabana de Ca l'Herbolari és una obra de Viladrau (Osona) inclosa a l'Inventari del Patrimoni Arquitectònic de Catalunya.

## Descripció
Cabana de planta rectangular (7x5) coberta a una vessant que desguassa a llevant. Està parcialment adossada al pendent del terreny i presenta els emmarcaments de les obertures amb totxo i arc escarser. La façana principal presenta un portal rectangular amb arc de descarrega. La façana S presenta dues finestres a la planta i una a la pallissa. La façana N presenta dues finestres a la planta i una a la pallissa. La façana O (parcialment adossada al pendent del terreny) presenta un portal rectangular al paller, que dona a peu pla.

## Història
Edifici relacionat amb Ca l'Herbolari. Masia del segle xviii pertanyent al barri de les Paitides, on des del 1681 consta l'existència de cases de pagesos i entre elles algun menestral o paraire en aquest sector de la població, vers el mas Martí. Aquest any apareix esmentat com lloc de "les partidas"; "partida" voldria dir en aquest cas, peces de terra o feixes, que se separarien de la propietat del Martí i algunes potser del Pujolar. La creació d'aquest barri té a veure amb el fort creixement que va experimentar la població al llarg del segle xvii. Coneguda popularment per Can Cintet, en record d'en Jacint Bofill, el pare de l'herbolari que la va edificar. Durant els dos darrers segles, la família Bofill va jugar un important en la història de Viladrau, i Jaume Bofill, l'herbolari, fou nomenat pel rei Ferran VII "Boticario de Camara de Su Majestad". Actualment és propietat de la Fundació Bofill i Ferro.